# Народна демократска странка
Народна демократска странка је бивша политичка партија у Републици Српској. Основана је 2003. године, када се отцијепила од Социјалистичке партије, због њеног напуштања владе са Српском демократском странком. Предсједник странке је био Крсто Јандрић. Према утврђеним резултатима Општих избора у Босни и Херцеговини из 2010. године, странка је освојила 2 мандата у Народној Скупштини Републике Српске, из изборних јединица 2 и 3. Кандидат Народне демократске странке за предсједника Републике Српске, Емил Влајки, изабран је за потпредсједника Републике Српске из реда хрватског народа.
Престала је с постојањем 2013. године наком уједињења са Демократском партијом.